# Jacek Libucha
Jacek Libucha (ur. 1976) – polski menedżer. Od 2020 prezes Wytwórni Sprzętu Komunikacyjnego „PZL-Świdnik”.

## Życiorys
Jest absolwentem Uniwersytetu Marii Curie-Skłodowskiej w Lublinie oraz studiów a także studiów MBA IESE Business School w Barcelonie (2008).
Przed karierą biznesową jako oficer zawodowy – absolwent WSO im. Tadeusza Kościuszki we Wrocławiu, US Coast Guard Academy w Nowym Londynie oraz US Army Ranger School w Georgii – służył 11 lat w Siłach Zbrojnych RP. Był m.in. Dowódcą Szwadronu Szturmowego w 25 Brygadzie Kawalerii Powietrznej. 
Jest weteranem misji bojowych w Iraku. Jest również podróżnikiem: trzecim Polakiem, który samotnie i bez wsparcia zdobył biegun południowy.

## Nagrody i wyróżnienia
Jest odznaczonym, dwukrotnym weteranem operacji wojskowych poza granicami kraju.